# Dayr Nakhkhas
Dayr Nakhkhas ou Deir Nakkhas (en arabe : دير النخّاس) est un ancien village arabe palestinien qui se trouvait à 20 km au nord-ouest d'Hébron.

## Toponymie
D'après Edward Henry Palmer (en), le nom du village se traduit par « le monastère du bouvier ».

## Géographie

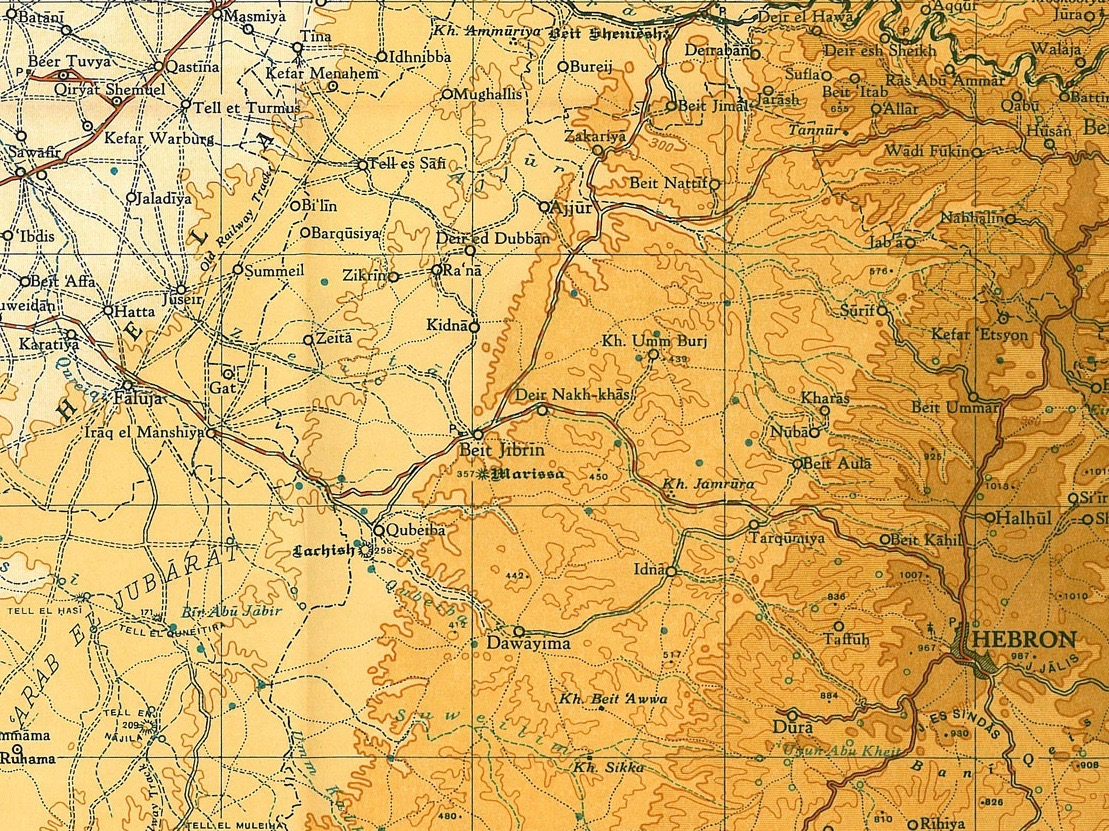
Dayr Nakhkhas sur la route d'Hébron.

Dayr Nakkhas était situé sur la route d'Hébron à Bayt Jibrin, à environ vingt kilomètres au nord-ouest de la première localité et trois kilomètres à l'est de la seconde.
Le site est perché sur une colline au nord du wadi de Bayt Jibrin, dont la vallée s'étend en contrebas.
Les anciennes terres de Dayr Nakkhas, y compris celles qu'occupait le village lui-même, comportent une quinzaine de sites archéologiques.

## Histoire

### Époque ottomane

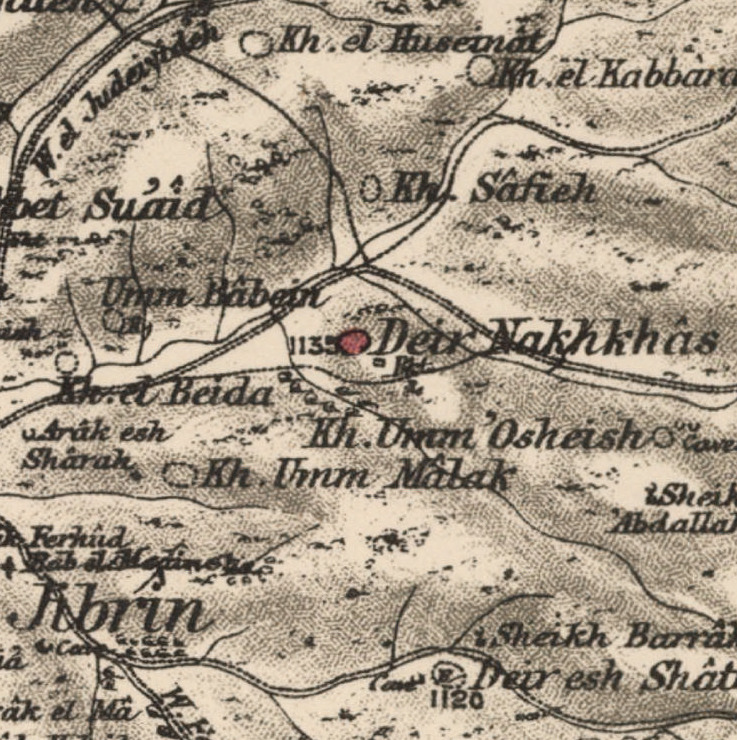
Dayr Nakhkhas et ses environs sur une carte des années 1870.

Dans un recensement de 1596 pour l'Empire ottoman, Dayr Nakhkhas est mentionné dans la nahié (sous-district) de Halil (c'est-à-dire al-Khalil, ou Hébron) avec une population de 13 ménages musulmans, soit environ 72 personnes. Ses habitants payaient l'impôt sur plusieurs cultures dont le blé, l'orge, les olives, ainsi que sur les chèvres et les ruches, pour un total de 4 000 akçes.
En 1863, Victor Guérin note à propos de « Deir Nakkhas ou Nahhas » : « Ce village est situé sur une montagne dont les flancs ont été jadis exploités comme carrières. Les assises inférieures de quelques maisons sont en belles pierres antiques. Un puits très profond, en partie construit et en partie creusé dans le roc, doit dater également de l'antiquité. Sur les pentes de la hauteur dont le village occupe le sommet, croissent des bouquets d'oliviers et de figuiers ; çà et là aussi un certain nombre de cavernes artificielles ont servi jadis d'habitations ou de magasins ».
En 1883, le Survey of Western Palestine (en) du PEF décrit un « très petit village perché sur une colline élevée et escarpée, regardant la vallée en contrebas vers le nord », et ajoute : « C'est peut-être Ir-Nahash (1Ch 4,12) ». Il y est aussi mentionné « un birkeh à l'abandon et une grotte avec 250 niches ».

### Mandat britannique

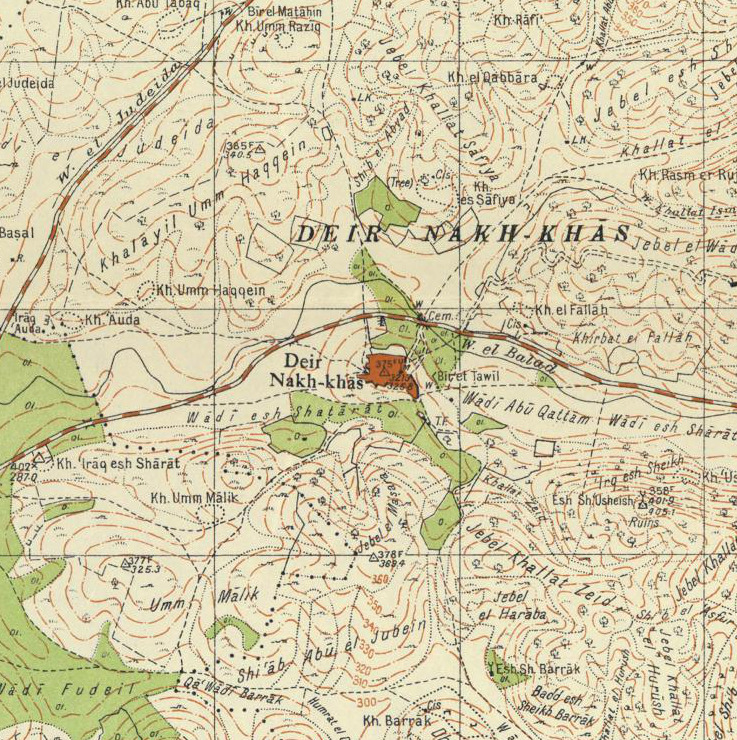
Dayr Nakhkhas et ses environs sur une carte des années 1940.

D'après le recensement de la Palestine de 1922, conduit par les autorités mandataires britanniques, Deir Nakhas possédait une population de 336 habitants, tous musulmans, passée lors du recensement de 1931 à 451, toujours tous musulmans, pour un total de 86 maisons habitées.
Le village était de forme rectangulaire, constitué de maisons construites en pierre, s'étendant le long et vers la route d'Hébron ; les enfants fréquentaient les écoles des villages voisins.
Selon les statistiques de 1945 (en), la population était de 600 musulmans,,. Sur un total de 14 476 dounams de terres du village, 4 887 étaient plantés de céréales et 362 dounams irrigués ou utilisés en vergers, tandis que 22 dounams étaient classés en terres bâties (urbaines).

### Guerre de 1948 et État d'Israël
Pendant la guerre israélo-arabe de 1948, Dayr Nakhkhas était défendu par l'armée égyptienne. Le village a perdu sa population à la suite d'un assaut des forces israéliennes le 29 octobre 1948.
Après la guerre, la région a été incorporée à l'État d'Israël. L'ancien territoire de Dayr Nakhkhas a été laissé en friche. L'historien palestinien Walid Khalidi décrit ainsi l'état du site en 1992 : « Il ne reste rien du village, sauf quelques maisons désertes et les décombres de quelques autres. Une maison inoccupée est en béton et possède des fenêtres rectangulaires et un toit plat. Elle est marquée de graffitis en arabe et se dresse au milieu de hautes herbes sauvages. Il y a une grotte clôturée. Les terres environnantes sont cultivées par des agriculteurs israéliens ».